# Arrondissement Rambouillet
Das Arrondissement Rambouillet ist eine Verwaltungseinheit im Département Yvelines in der französischen Region Île-de-France. Unterpräfektur ist Rambouillet.

## Kantone
Das Arrondissement untergliedert sich in 5 Kantone:
- Aubergenville (mit 29 von 40 Gemeinden)
- Maurepas (mit 14 von 16 Gemeinden)
- Plaisir (mit 2 von 4 Gemeinden)
- Rambouillet
- Trappes (mit 2 von 3 Gemeinden)

## Gemeinden
Die Gemeinden des Arrondissements Rambouillet sind:
| 1. Ablis (78003)                     | 2. Allainville (78009)                | 3. Auffargis (78030)                   | 4. Auteuil (78034)                       |
| 5. Autouillet (78036)                | 6. Bazoches-sur-Guyonne (78050)       | 7. Béhoust (78053)                     | 8. Beynes (78062)                        |
| 9. Boinville-le-Gaillard (78071)     | 10. La Boissière-École (78077)        | 11. Boissy-sans-Avoir (78084)          | 12. Bonnelles (78087)                    |
| 13. Les Bréviaires (78108)           | 14. Bullion (78120)                   | 15. La Celle-les-Bordes (78125)        | 16. Cernay-la-Ville (78128)              |
| 17. Chevreuse (78160)                | 18. Choisel (78162)                   | 19. Clairefontaine-en-Yvelines (78164) | 20. Coignières (78168)                   |
| 21. Dampierre-en-Yvelines (78193)    | 22. Élancourt (78208)                 | 23. Émancé (78209)                     | 24. Les Essarts-le-Roi (78220)           |
| 25. Flexanville (78236)              | 26. Galluis (78262)                   | 27. Gambais (78263)                    | 28. Gambaiseuil (78264)                  |
| 29. Garancières (78265)              | 30. Gazeran (78269)                   | 31. Goupillières (78278)               | 32. Grosrouvre (78289)                   |
| 33. Hermeray (78307)                 | 34. Jouars-Pontchartrain (78321)      | 35. Lévis-Saint-Nom (78334)            | 36. Longvilliers (78349)                 |
| 37. Magny-les-Hameaux (78356)        | 38. Marcq (78364)                     | 39. Mareil-le-Guyon (78366)            | 40. Maurepas (78383)                     |
| 41. Méré (78389)                     | 42. Le Mesnil-Saint-Denis (78397)     | 43. Les Mesnuls (78398)                | 44. Millemont (78404)                    |
| 45. Milon-la-Chapelle (78406)        | 46. Mittainville (78407)              | 47. Montfort-l’Amaury (78420)          | 48. Neauphle-le-Château (78442)          |
| 49. Neauphle-le-Vieux (78443)        | 50. Orcemont (78464)                  | 51. Orphin (78470)                     | 52. Orsonville (78472)                   |
| 53. Paray-Douaville (78478)          | 54. Le Perray-en-Yvelines (78486)     | 55. Poigny-la-Forêt (78497)            | 56. Ponthévrard (78499)                  |
| 57. Prunay-en-Yvelines (78506)       | 58. La Queue-les-Yvelines (78513)     | 59. Raizeux (78516)                    | 60. Rambouillet (78517)                  |
| 61. Rochefort-en-Yvelines (78522)    | 62. Saint-Arnoult-en-Yvelines (78537) | 63. Saint-Forget (78548)               | 64. Saint-Germain-de-la-Grange (78550)   |
| 65. Saint-Hilarion (78557)           | 66. Saint-Lambert (78561)             | 67. Saint-Léger-en-Yvelines (78562)    | 68. Saint-Martin-de-Bréthencourt (78564) |
| 69. Saint-Rémy-lès-Chevreuse (78575) | 70. Saint-Rémy-l’Honoré (78576)       | 71. Sainte-Mesme (78569)               | 72. Saulx-Marchais (78588)               |
| 73. Senlisse (78590)                 | 74. Sonchamp (78601)                  | 75. Thiverval-Grignon (78615)          | 76. Thoiry (78616)                       |
| 77. Le Tremblay-sur-Mauldre (78623)  | 78. La Verrière (78644)               | 79. Vicq (78653)                       | 80. Vieille-Église-en-Yvelines (78655)   |
| 81. Villiers-le-Mahieu (78681)       | 82. Villiers-Saint-Frédéric (78683)   | 83. Voisins-le-Bretonneux (78688)      |                                          |

## Neuordnung der Arrondissements 2017

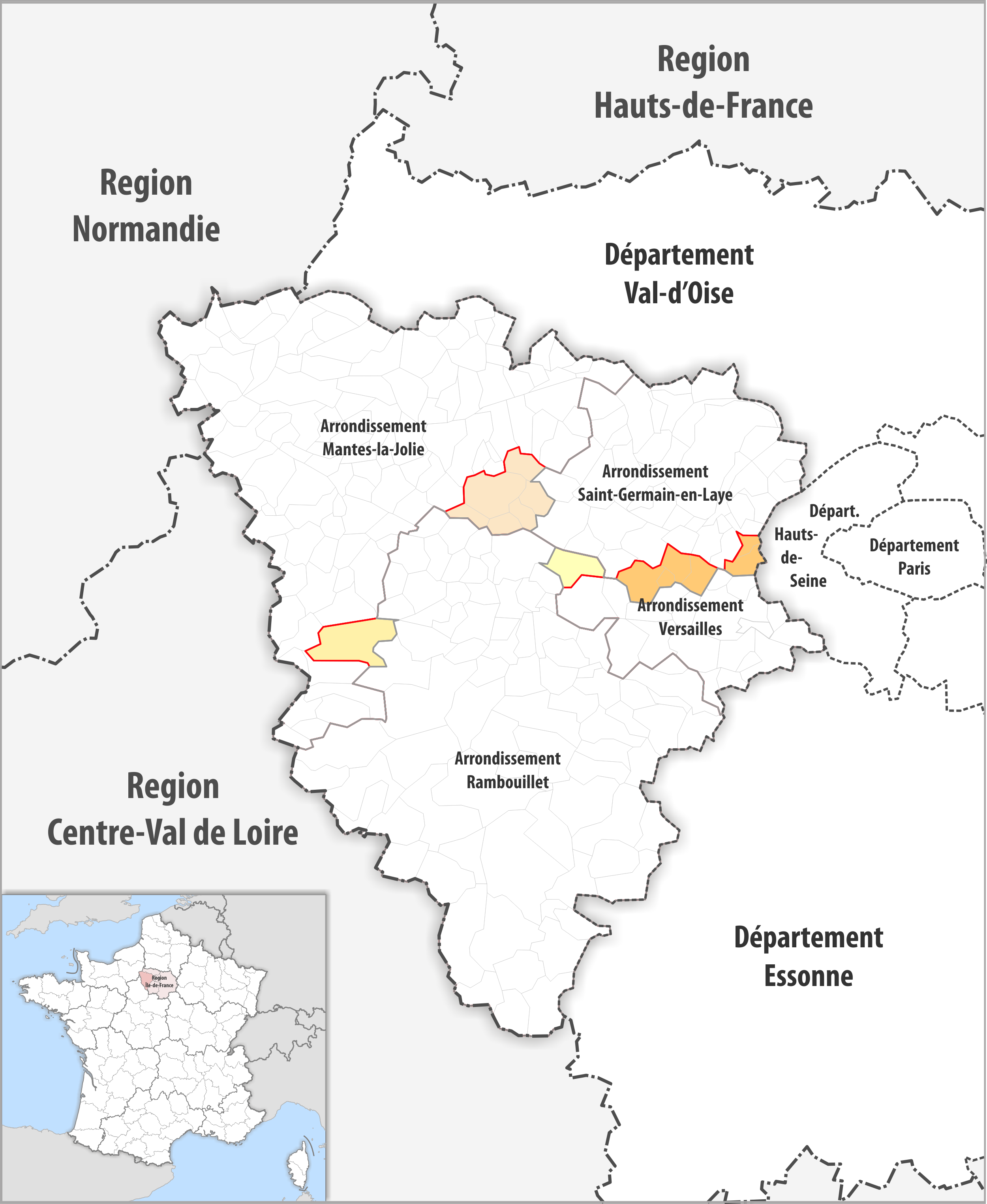
Arrondissementsanpassungen im Jahr 2017

Durch die Neuordnung der Arrondissements im Jahr 2017 wurde die Fläche der Gemeinde Gambais vom Arrondissement Mantes-la-Jolie und die Fläche der Gemeinde Thiverval-Grignon vom Arrondissement Versailles dem Arrondissement Rambouillet zugewiesen.